# 官省符荘
官省符荘（かんしょうふしょう/かんしょうのふしょう）とは、官省符（太政官符及び民部省符）を得て、所有及び不輸の権を認められた荘園のこと。

## 概要
「官」「省」とはそれぞれ、太政官・民部省のことで、太政官が不輸を決定してそのことを記した太政官符を発給するとともに、徴税を担当する民部省からも荘園の所在地にある国衙に対してその決定の実施を命じる省符、すなわち民部省符を発給するという手続を取ったことに由来する。
律令制の元で寺田や神田は当初は輸租田として扱われていたが、8世紀中期（天平宝字年間）以後は公田とみなされて不輸租田としての扱いを受けるようになった。そのため朝廷では寺田や神田に対して不輸租田であることを証明する官省符を発給し、それが寺田・神田に準じるものとされた寺社所有の初期荘園に対しても適用されるようになった。これが官省符荘の原型であったと考えられている。もっとも、この時期に成立した官省符荘は後世の荘園整理令においてはその対象外とされていたが、他の初期荘園と同様に中世以後も存続した例は少なかった。
10世紀になって租庸調の税制が機能しなくなると、代わって官物が「不輸租」の「租」に相当するものとみなされるようになった。また、皇族や貴族に対する公的な給与が滞るようになると、彼らの荘園が納付している官物をもって代替とするようになり、不輸租の荘園が発生することになる。朝廷はこうした荘園に対しても官省符荘の認定を行うようになっていた。また、寺社の所有地であっても後から購入・開墾することで獲得した田地には不輸が適用されなかったことから、寺社側からはこれらの田地に対しても官省符荘の認定を行うように求める申請が出されるようになった。こうして、11世紀になると本来の官省符荘の趣旨とは異なる新たな官省符荘の立荘が相次いで実施されるようになった。
まず、荘園領主である貴族や寺社から朝廷に対して不輸の申請が出されると、朝廷は所在地にある国司に命じて現地に国使を派遣させ、太政官から派遣された官使や荘園側の荘使とともに四至（境域）と坪付（地積・所在）を調査させて牓示を行うとともに絵図などを作成し、その報告に基づいて荘園の所在地・四至・坪付を注記した不輸を認可する太政官符・民部省符が発給され、不輸の荘園として認可された。この手続を立券荘号という。
これに対して現地の国司が自らの判断で租税の免除（免判）を行った荘園を国免荘と称したが、国免荘は免判を行った国司の在任中のみ有効であったため、荘園領主は国司が変わっても有効性を持つ官省符荘としての認定を受けることを望んだ。
これによって日本各地に官省符荘として認可された荘園が出現するようになるが、荘園の領域拡張を図る荘園領主・現地側とその抑制を図る国司側との紛争が発生し、更に11世紀後半以後には官省符荘に対しても公領と同じ賦課を行う一国平均役が出現するようになり、その徴収を巡る紛争も発生するようになった。